# سد کوتریویر
سد کوتریویر (به لاتین: Katrivier Dam) یک سد قوسی در آفریقای جنوبی است که در Seymour, Eastern Cape واقع شده‌است.